# Mago fasciatus
Mago fasciatus là một loài nhện trong họ Salticidae.
Loài này thuộc chi Mago. Mago fasciatus được Cândido Firmino de Mello-Leitão miêu tả năm 1940.